# Laurent Fignon
Vous lisez un « bon article » labellisé en 2016.
Laurent Fignon, né le 12 août 1960 dans le 18e arrondissement de Paris et mort le 31 août 2010 dans le 13e arrondissement de cette même ville, est un cycliste français. Professionnel de 1982 à 1993, il remporte notamment deux Tours de France, en 1983 et 1984, le Tour d'Italie 1989, ainsi que les classiques la Flèche wallonne en 1986 et Milan-San Remo en 1988 et 1989. Il est aussi champion de France sur route 1984, il termine l'année 1989 à la première place du classement mondial FICP.
Après plus de cinquante victoires chez les amateurs, Fignon devient professionnel en 1982 dans la formation Renault-Elf-Gitane de Bernard Hinault, dirigée par Cyrille Guimard. En 1983, après des débuts remarqués, il devient le leader de l'équipe lors du Tour de France afin de pallier l'absence d'Hinault. N'ayant pas encore vingt-trois ans, il remporte l'épreuve dès sa première participation. En 1984, cette fois opposé à Hinault, parti sous de nouvelles couleurs, Fignon porteur du maillot tricolore après sa victoire aux championnats de France domine le Tour de France, reléguant son ancien équipier, deuxième au classement général final, à plus de dix minutes. Après avoir perdu le Tour d'Italie 1984 face à l'Italien Francesco Moser, dans des circonstances controversées, il remporte l'édition en 1989, étant toujours le dernier Français vainqueur de cette épreuve. Il s'illustre également sur les classiques, remportant la Flèche wallonne en 1986 et Milan-San Remo à deux reprises successivement, en 1988 et 1989. Fignon est aussi surtout connu du grand public pour avoir perdu le Tour de France 1989 pour huit secondes face à l'Américain Greg LeMond, après un duel épique. Porteur du maillot jaune, il est battu lors de l'ultime étape de l'épreuve, un contre-la-montre individuel arrivant sur les Champs-Élysées. Sa fin de carrière est plus inconstante : il se fâche avec Cyrille Guimard, son directeur sportif depuis ses débuts professionnels et rejoint la formation italienne Gatorade-Chateau d'Ax. Il remporte sa dernière victoire d'importance, une étape à Mulhouse sur le Tour de France 1992 et met un terme à sa carrière en 1993.
Après sa retraite sportive, Fignon devient organisateur de courses cyclistes, faisant l'acquisition pendant deux ans de Paris-Nice avant de le revendre à la société Amaury Sport Organisation. Il crée la course Paris-Corrèze en 2001 et ouvre un Centre Laurent-Fignon à Gerde dans les Hautes-Pyrénées afin d'y effectuer des stages cyclistes. Pendant dix-sept ans, Fignon endosse également le rôle de consultant pour la télévision et la radio, chez Eurosport et Europe 1 et commente le Tour de France sur France Télévisions de 2006 à 2010. En 2009, on lui diagnostique un cancer des voies digestives, mais Fignon continue ses activités dans les médias. Il meurt des suites de sa maladie, un peu plus d'un mois après avoir commenté le Tour de France 2010.

## Biographie

### Jeunesse et carrière amateur
Laurent Patrick Fignon, naît le 12 août 1960 à l'hôpital Bretonneau dans le 18e arrondissement de Paris. Son père Jacques Fignon est chef d'atelier dans une usine de tôlerie mécanique et sa mère Marthe, femme au foyer. Ils vivent rue Davy dans le 17e arrondissement jusqu'en 1963, année durant laquelle ils déménagent à Tournan-en-Brie, en Seine-et-Marne. Durant sa scolarité à Lagny-sur-Marne, il a Irène Frain comme professeur de français. Fignon obtient un bac D et effectue une année en Deug de « science des structures de la matière » à l'université de Villetaneuse.
Il s'initie au cyclisme en 1975, en voyant des amis pratiquer. Il débute sur le vélo de marque Vigneron de son père. Il apprécie immédiatement ce sport et parvient à suivre ses amis plus expérimentés. En 1976, il prend sa première licence à la Pédale combs-la-villaise, alterne entre ce club et celui de Gretz-Armainvilliers, le SC Gretz-Tournan. Il participe à sa première course en cadets à Vigneux-sur-Seine, le Prix de la tapisserie Mathieu, sur une distance de 50 kilomètres et la remporte. Il en gagne trois autres durant cette saison. C'est en 1978, en deuxième année junior, qu'il décolle avec dix-huit victoires, dont le titre de champion d'Île-de-France sur route. En octobre 1979, après une dizaine de victoires durant sa première année chez les seniors, il effectue son service militaire au bataillon de Joinville, qui accueille les appelés sportifs, et y fait la rencontre du caporal-chef Alain Gallopin, ce dernier l'accompagnant au cours de sa carrière en tant que masseur personnel et ami intime. Durant cette période il remporte en 1980 le Tour de la Réunion ainsi qu'un contre-la-montre par équipes sur Île de Man, avec Gallopin et Pascal Guyot.
Après son retour à la vie civile, il décide de faire carrière dans le cyclisme et signe un contrat à l'US Créteil, qui a formé avant lui Maurice Moucheraud, Pierre Trentin et Daniel Morelon. Le matin, il a une activité d'employé à la mairie de Créteil et les après-midi sont réservés aux entraînements avec le club. En 1981, il intègre l'équipe de France amateur où il retrouve un ami qu'il a connu chez les cadets et qui devient un intime, Pascal Jules. Il est sélectionné afin de participer au Tour de Corse, course qui permet aux amateurs de se confronter aux professionnels. C'est là qu'il se retrouve dans le même peloton que Bernard Hinault, qui arbore le maillot de champion du monde. Les bonnes prestations de Fignon durant la course font que Cyrille Guimard, directeur sportif d'Hinault, vient le rencontrer pour lui indiquer qu'il va suivre sa saison. Avec l'équipe de France, il participe également à la Course de la Paix, épreuve par étapes exigeante pour les « amateurs ». Il termine à la 32e place, premier des coureurs français,. Le lendemain du Tour 81 remporté par Hinault, Guimard fait signer un contrat de néo-pro à Fignon, pour un salaire mensuel de 4 500 francs. En fin de saison, l'équipe de France composée de Laurent Fignon, Pascal Jules, Marc Gomez et Claude Moreau prend la sixième place aux championnats du monde du contre-la-montre par équipes à Prague.

### Débuts professionnels éclatants (1982-1983)

#### Intégration réussie chez Renault (1982)

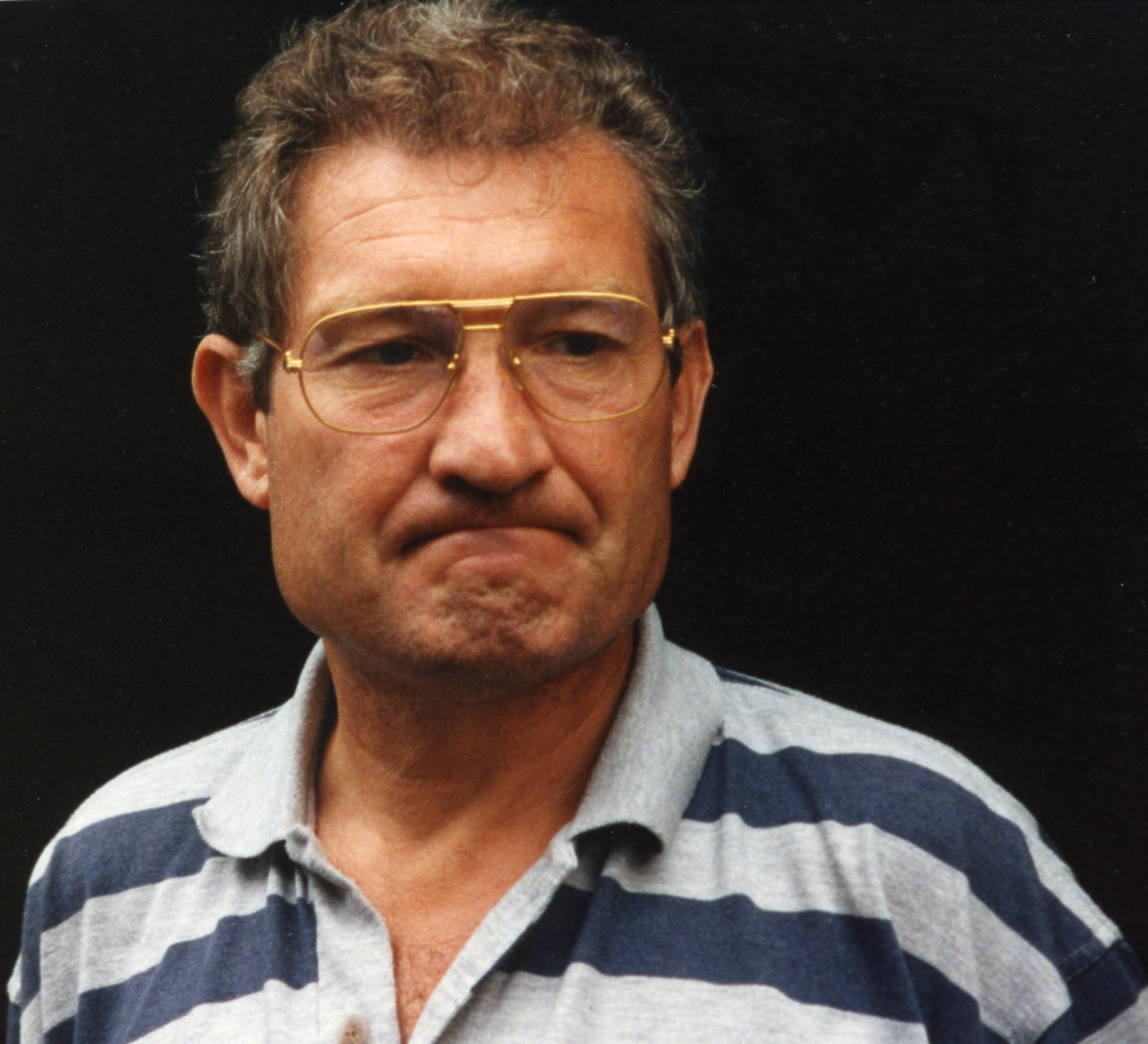
Cyrille Guimard, directeur sportif de Laurent Fignon de 1982 à 1991.

Après plus de cinquante victoires chez les amateurs, Laurent Fignon commence sa carrière professionnelle en 1982 dans l'équipe Renault Elf de Bernard Hinault dirigée par Cyrille Guimard. D'emblée, il s'illustre au plus haut niveau en remportant le Grand Prix de Cannes, la Flèche azuréenne, mais surtout sa première course à étapes, le Critérium international,. En mai, il participe à sa première course à étapes longue de trois semaines en étant sélectionné par son équipe pour le Giro. La formation de Fignon remporte le contre-la-montre par équipes inaugural, lui permettant d'être septième au classement général. Puis Fignon prend la deuxième place derrière l'Australien Michael Wilson lors de la deuxième étape menant à Cortone, endossant le maillot rose, qu'il ne conserve qu'une journée. Il contribue ensuite au succès de son leader Bernard Hinault, terminant quant à lui l'épreuve à la quinzième place, étant même tout proche de remporter le classement du meilleur jeune, seulement devancé par l'Italien Marco Groppo.
Fignon participe ensuite à l'Étoile des Espoirs et remporte avec l'équipe Renault la deuxième étape, un contre-la-montre par équipes de 18,2 kilomètres à Toulouse. Il termine l'épreuve à la troisième place derrière le Belge Jean-Luc Vandenbroucke et le Néerlandais Joop Zoetemelk. Puis à l'offensive dans la course Blois-Chaville, il possède un réel espoir de remporter cette classique de fin de saison, mais à la suite d'une chute provoquée par le bris de l'axe de son pédalier, la victoire s'enfuit au bénéfice de Vandenbroucke.

#### Tour de France remporté dès sa première participation (1983)
En 1983, il commence la saison en remportant la première étape du Critérium international. Puis il aide à nouveau Hinault à s'imposer dans une très difficile Vuelta. Il accomplit un travail d'équipier important afin de permettre cette victoire. En particulier, lors de la dix-septième étape entre Salamanque et Ávila remportée par Hinault, Fignon  mène un train d'enfer pendant plusieurs kilomètres sur les rampes du col de Serranillos, mettant en difficulté les Espagnols Marino Lejarreta et Julián Gorospe, ce dernier étant le leader au classement général. Hinault sort de cette épreuve blessé au genou, Fignon ayant de son côté démontré de grandes capacités sur une épreuve de trois semaines, remportant la quatrième étape menant à Sant Quirze del Vallès et terminant à la septième place du classement général final.
Ainsi, lorsque Hinault déclare forfait pour le Tour 1983, Guimard aligne une équipe sans leader où tout est ouvert, avec Laurent Fignon qui vient de remporter le Grand Prix de Plumelec. Au départ de l'épreuve, Fignon se fixe pour objectifs de remporter une étape, de terminer dans les dix premiers du classement général et de glaner le maillot blanc de meilleur jeune. Après un prologue peu brillant à Fontenay-sous-Bois, il est victime d'une fringale lors du contre-la-montre par équipes entre Soissons et Fontaine-au-Pire, mais parvient à suivre le rythme de ses équipiers grâce à l'aide de Bernard Becaas qui lui donne son ravitaillement. À la suite de l'étape empruntant les pavés du Nord, il souffre d'ampoules aux mains, puis il est atteint d'une conjonctivite deux jours plus tard. Après une première partie de course très discrète, il accompagne les meilleurs dans la première étape pyrénéenne menant à Luchon, comprenant les ascensions des cols d'Aubisque, du Tourmalet, d'Aspin et de Peyresourde, et se hisse à la deuxième place du classement général derrière Pascal Simon. Malchanceux, Simon chute, se brise l'omoplate gauche et doit abandonner lors de la dix-septième étape. Fignon récupère donc le maillot jaune à l'Alpe d'Huez et doit se démener dès le lendemain lors de la difficile étape alpestre menant à Morzine pour défendre sa place de leader devant les attaques de ses adversaires,. Lors de la dix-neuvième étape, un contre-la-montre en côte de 15 kilomètres entre Morzine et Avoriaz, remporté par le Belge Lucien Van Impe, Fignon perd à nouveau du temps. Cependant, le surlendemain, en s'imposant dans le dernier contre-la-montre individuel à Dijon, il conforte définitivement sa position et remporte son premier Tour de France avant ses 23 ans, devant l'Espagnol Ángel Arroyo et le Néerlandais Peter Winnen, tous deux relégués à plus de quatre minutes. Laurent Fignon remporte le Tour de France lors de sa première participation, comme Fausto Coppi, Jacques Anquetil, Felice Gimondi, Eddy Merckx et Bernard Hinault, avant lui. En octobre, Fignon termine sa saison sur une chute au cours de l'Escalade de Montjuïc. Il y subit une fracture au poignet droit.

### Confirmation de son grand talent (1984)

#### Défaite amère au Tour d'Italie
L'année 1984 le voit prendre les pleins pouvoirs dans l'équipe Renault après le départ de Bernard Hinault chez La Vie claire, formation nouvellement créée par Bernard Tapie. Après avoir pris la huitième place sur Liège-Bastogne-Liège, puis la septième lors du Tour de Romandie, remportant le prologue et la quatrième étape de l'épreuve, Fignon participe au Tour d'Italie, où ne figure pas Hinault, toujours convalescent. Le Parisien lutte face aux Italiens, notamment Francesco Moser, le récent détenteur du record de l'heure. D'entrée, ce dernier se pare de rose en remportant le prologue. Mais dès le lendemain, Fignon lui ravit le maillot de leader, grâce à la victoire de son équipe lors du contre-la-montre par équipes. Cependant, celui-ci est victime d'une terrible défaillance lors de la cinquième étape menant au Blockhaus de la Majella, où il perd une minute sur Moser et la tête du classement général,. L'Italien est ensuite aidé par les organisateurs afin qu'il obtienne la victoire finale. En effet, la dix-huitième étape est modifiée au dernier moment avec la suppression du col du Stelvio, haut de 2 758 mètres, pour cause de neige alors qu'il n'y en a pas. Fignon est également pénalisé de dix secondes pour un ravitaillement illicite, alors que Moser ne prend que cinq secondes pour les multiples poussettes dont il bénéficie dans les cols. Devant ces faits aussi graves, Guimard veut quitter la course mais son sponsor refuse, d'autant qu'il reste encore une étape de montagne, entre Selva di Val Gardena et Arraba. Fignon y reprend le maillot rose en finissant détaché après une échappée solitaire de cinquante kilomètres,,. Mais lors de la dernière étape, un contre-la-montre individuel de 42 kilomètres, Moser refait son retard d'une minute et vingt et une secondes pour remporter ce Giro, à nouveau à la suite de controverses. En effet, disposant d'un vélo révolutionnaire avec des roues lenticulaires et avec l'aide de l'hélicoptère de la course, qui vient se placer devant Fignon pour le gêner et derrière le coureur italien pour le propulser à une vitesse extraordinaire.

#### Au-dessus du lot sur le Tour de France
Laurent Fignon devient champion de France sur route à Plouay, il prend le départ du Tour 1984 avec le maillot tricolore, un statut de grand favori et avec lui une équipe Renault-Elf composée du champion du monde l'Américain Greg LeMond, mais aussi de Marc et Yvon Madiot, Vincent Barteau, Pascal Jules, Dominique Gaigne, Lucien Didier, Pierre-Henri Menthéour et Pascal Poisson. Face à lui se dressent l'Irlandais Sean Kelly victorieux des nombreuses grandes courses cette saison (Paris-Nice, Tour du Pays basque, Tour de Catalogne, Paris-Roubaix, Liège-Bastogne-Liège), mais surtout le revenant Bernard Hinault qui veut égaler Jacques Anquetil et Eddy Merckx au record des victoires. Ce dernier endosse le maillot jaune dès le premier jour en remportant le prologue entre Montreuil et Noisy-le-Sec. Mais l'équipe de Fignon est redoutable, engrangeant les victoires d'étapes, dont le contre-la-montre par équipes de 51 kilomètres entre Louvroil et Valenciennes. Laurent Fignon utilise un vélo profilé Delta, il se montre le plus rapide sur le contre-la-montre individuel de 67 kilomètres entre Alençon et Le Mans et reprend quarante-neuf secondes à Hinault. Lors de la première étape de montagne de cette édition, Fignon accroît son avance de cinquante-deux secondes sur son ancien équipier, après une attaque cinglante à quelques kilomètres de l'arrivée à Guzet-Neige, où l'Écossais Robert Millar s'impose. Fignon accentue inexorablement son avance sur ses adversaires, après une nouvelle victoire à La Ruchère, dans un contre-la-montre avec une dernière partie en côte. Dans la première étape alpestre, disputée entre Grenoble et l'Alpe d'Huez, Hinault fait éclater le peloton très rapidement en attaquant dans le col du Coq. Il recommence dans la rampe de Laffrey mais Fignon se montre intraitable et se permet de railler les attaques de son adversaire. Au sommet de la station aux vingt-et-un virages, le Colombien Luis Herrera s'impose, devant Fignon qui s'empare du maillot jaune, jusque-là détenu depuis douze jours par son équipier Vincent Barteau, à la suite d'une échappée ayant terminé la cinquième étape avec plus de dix-sept minutes d'avance sur le peloton. Le lendemain, Hinault semble dans un mauvais jour et se trouve distancé par deux fois, d'abord dans le col du Galibier puis dans celui de la Madeleine, mais il revient sur le groupe des favoris en effectuant des descentes vertigineuses. Même s'il tente une attaque avant d'entamer le dernier col, il ne peut rien face à la facilité insolente de Fignon, qui s'impose en jaune à La Plagne. Après une étape avec de nombreux cols répertoriés entre La Plagne et Morzine, où les favoris se neutralisent, Fignon s'impose à nouveau au sommet de Crans-Montana en Suisse. Afin de parachever son triomphe, Fignon remporte le dernier contre-la-montre individuel entre Villié-Morgon et Villefranche-en-Beaujolais. Il gagne ainsi son deuxième Tour de France et les observateurs lui en prédisent alors beaucoup d'autres. Hinault termine deuxième à plus de dix minutes et Greg LeMond complète le podium.
Au regard de sa forme du moment et de sa domination sur la « Grande Boucle », Fignon semble au-dessus du lot et promis à la victoire aux championnats du monde, organisés sur le circuit sélectif du Montjuïc à Barcelone. Même si l'équipe de France contrôle la première partie de la course, Fignon comme Hinault abandonne, privé de force à cause d'une température très élevée, plus de 30 °C. Dans cette fournaise, c'est le Belge Claude Criquielion qui s'impose et endosse le maillot arc-en-ciel.

### Période compliquée (1985-1988)

#### Blessure et forfait au Tour de France (1985)
En 1985, Fignon se fixe pour objectifs de remporter un troisième Tour de France, ainsi que les championnats du monde et une classique. Il effectue un bon début de saison marqué par une victoire à la Semaine cycliste internationale et des places d'honneur dans les Ardennaises, à savoir une troisième place à la Flèche wallonne et une cinquième à Liège-Bastogne-Liège. Cependant depuis l'Étoile de Bessèges, à la suite d'un choc sur une pédale, il souffre au tendon d'Achille. Après avoir consulté le professeur Saillant, une inflammation de la gaine du tendon laissant apparaître des nodules est détectée, qui le conduit sur la table d'opération à l'hôpital de la Salpêtrière et le pousse à mettre sa saison entre parenthèses. Fignon est donc contraint de déclarer forfait au Tour 1985, remporté par Bernard Hinault, renonçant également à son envie de s'attaquer au Record de l'heure.
De plus, Renault décide de cesser tous ses engagements dans le cyclisme après huit saisons, obligeant Cyrille Guimard à trouver un nouveau sponsor. Après plusieurs touches infructueuses, en particulier avec R.M.O, Fignon et Guimard décident de créer l'association sportive France Compétition et la régie publicitaire Maxi-Sports Promotion, dont ils sont propriétaires à parts égales. Cela leur permet de gérer tout le domaine sportif, dont les contrats avec les coureurs. Ils trouvent ensuite un sponsor pour les financer avec la société Système U, qui signe un contrat de 45 millions de francs sur trois ans. Ce système est par la suite copié par toutes les équipes professionnelles. Fignon va également créer lui-même le maillot utilisé par sa future équipe. La rééducation à la suite de sa blessure s'avère difficile car Fignon contracte un staphylocoque au niveau de la cicatrice, l'obligeant à subir une nouvelle opération. Cela a pour conséquence une perte de puissance légère, mais définitive, de la jambe gauche.

#### Entre espoirs et doutes (1986)

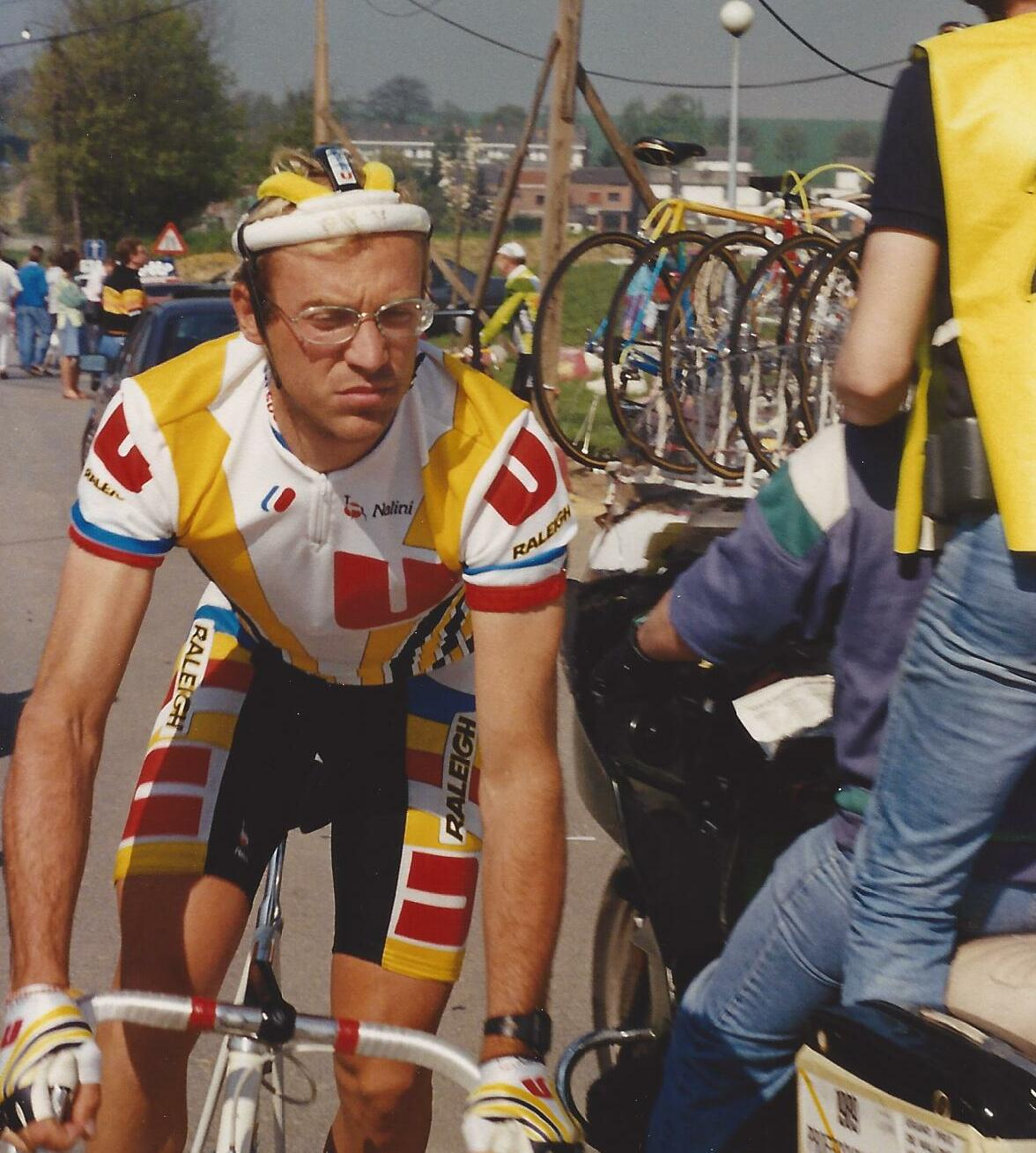
Laurent Fignon avec le maillot de l'équipe Système U.

En 1986, après avoir effectué des entraînements à l'abri des intempéries sur la piste de l'INSEP, il renoue avec la compétition toujours sur piste lors des six jours de Madrid, où l'Espagnol José Luis Navarro le fait chuter, lui provoquant une blessure au visage et à une clavicule. Cependant, Fignon effectue un retour encourageant sur route un mois plus tard, au Tour méditerranéen, où il se classe cinquième du contre-la-montre sur les pentes du Mont Faron. Sur Tirreno-Adriatico, il se montre à nouveau performant dans l'effort solitaire, lors de la dernière étape à San Benedetto del Tronto, seulement battu par un spécialiste de l'épreuve chronométrée, l'Italien Francesco Moser. Puis sur Paris-Camembert, il est tout proche de renouer avec la victoire, étant battu au sprint par le Danois Kim Andersen. Sur la classique des Ardennes, la Flèche wallonne, il se retrouve à nouveau échappé avec Andersen dans le final de la course. Dès le pied de la côte de Ben Ahin, Fignon place une attaque décisive qui fait craquer son adversaire, ce qui permet au Français d'escalader le  mur de Huy en solitaire et de franchir la ligne d'arrivée au sommet en vainqueur.
Présent ensuite sur la Vuelta, il est désigné avec l'Irlandais Sean Kelly comme le favori pour la victoire finale. Après une bonne prestation lors du prologue à Palma de Majorque aux Baléares, remporté par son équipier Thierry Marie, il est victime d'une chute lors de la troisième étape, occasionnant une fêlure de la cinquième côte et un décollement de la plèvre,. Handicapé par sa blessure, il perd régulièrement du temps sur les meilleurs, mais parvient à terminer l'épreuve à la septième place, à plus de sept minutes du vainqueur, l'Espagnol Álvaro Pino.
Lors du Critérium du Dauphiné libéré, Fignon remporte la deuxième étape qui mène à Gueugnon, endosse le maillot de leader et prend des places d'honneurs dans les étapes suivantes. Mais lors de la première étape de montagne entre Chambéry et Albertville, il ne peut suivre les meilleurs dans les cols de la Forclaz et de la Croix-Fry et rallie l'arrivée à plus de quatorze minutes du vainqueur, le Colombien Julio César Cadena. Aux championnats de France, il fait partie du groupe de tête dans le final, mais il subit un marquage de la part de ses adversaires, qui profite à Yvon Madiot, endossant le maillot tricolore.
Fignon se présente au départ du Tour 1986, pour un dernier affrontement face à Bernard Hinault sur cette épreuve, le Blaireau prenant sa retraite à la fin de la saison. Cependant le Parisien ne retrouve pas son niveau de 1984, même s'il remporte avec son équipe Système U le contre-la-montre par équipes entre Meudon et Saint-Quentin-en-Yvelines. Ensuite, il enregistre un échec très net lors de la neuvième étape, un contre-la-montre individuel à Nantes, concédant trois minutes et quarante-deux secondes au vainqueur du jour, Bernard Hinault. La première étape pyrénéenne entre Bayonne et Pau est compliquée pour Fignon qui perd plusieurs minutes sur les favoris. Épuisé et fiévreux à cause d'une pharyngite, il ne prend pas le départ de la treizième étape démarrant de la capitale du Béarn le lendemain. À la fin de la saison, Fignon fait partie de l'équipe de France lors des championnats du monde. Même s'il se retrouve dans un premier temps dans le groupe de tête, alors qu'Hinault est piégé, il ne peut suivre l'attaque décisive de l'Italien Moreno Argentin à deux tours de l'arrivée, qui remporte le maillot arc-en-ciel devant Charly Mottet.

#### Saison inconstante (1987)
En 1987, Laurent Fignon semble de retour au plus haut niveau. Il entame sa saison par une deuxième place sur l'Étoile de Bessèges derrière Ronan Pensec. Puis sur Paris-Nice, il remporte deux étapes, l'une entre Toulon et Saint-Tropez,, l'autre entre Mandelieu-la-Napoule et Nice. Il se classe troisième au classement général final derrière l'Irlandais Sean Kelly et Jean-François Bernard. Après une sixième place sur Liège-Bastogne-Liège, Fignon se présente sur le Tour d'Espagne, taillé pour les grimpeurs, avec cinquante-neuf cols à gravir durant l'épreuve. La première partie de l'épreuve est difficile pour Fignon, gêné par une sinusite, qui perd régulièrement du temps sur les favoris, notamment lors de la onzième étape avec l'ascension des Lacs de Covadonga, où il termine à presque quatre minutes du vainqueur du jour, le Colombien Luis Herrera. Cependant, Fignon se montre plus offensif par la suite et reprend du temps à Herrera et Kelly lors de la treizième étape, puis gagne la dix-neuvième étape arrivant à Ávila, à la suite d'une échappée en solitaire. Fignon se hisse sur la troisième marche du podium à Madrid, derrière Luis Herrera et l'Allemand de l'Ouest Reimund Dietzen.
Le Tour 1987 est très ouvert et aucun coureur ne semble se dégager des autres. Fignon est anonyme en début d'épreuve : il effectue un prologue moyen à Berlin, puis perd beaucoup de temps lors du contre-la-montre individuel de 87,5 kilomètres entre Saumur et le Futuroscope. Désormais loin au classement général, il se met au service de son équipier Charly Mottet. Lors de l'étape pyrénéenne entre Bayonne et Pau, il effectue un travail de titan qui permet à Mottet d'endosser à nouveau le maillot jaune. Fignon et son équipe lancent ensuite une grande offensive à 50 kilomètres de l'arrivée dans l'étape entre Tarbes et Blagnac, courue sous l'orage, permettant à Mottet de reprendre plus d'une minute à ses adversaires. Cependant, dans le contre-la-montre en côte entre Carpentras et le Mont Ventoux, les coureurs de Système U sont défaillants : Mottet perd sa tunique de leader et Fignon termine l'étape à plus de neuf minutes du vainqueur, Jean-François Bernard. Le Parisien parvient grâce à ses qualités de récupération à remporter la difficile étape alpestre menant à La Plagne, dominant au sprint son compagnon d'échappée, l'Espagnol Anselmo Fuerte,. Cela lui permet de terminer le Tour à la septième place, à plus de dix-huit minutes du vainqueur, l'Irlandais Stephen Roche. Mottet est quatrième, Système U remporte le classement par équipes.
En octobre, Pascal Jules, son ami depuis ses débuts, se tue dans un accident de la route alors qu'il venait de signer un contrat avec Système U pour la saison suivante. Cet événement marque à vie Fignon, étant dans l'incapacité de se rendre sur la tombe de Jules après les obsèques.

#### Victoire sur Milan-San Remo et abandon au Tour de France (1988)
En 1988, après avoir terminé cinquième de Paris-Nice, Fignon joue la carte des classiques et effectue une préparation particulière avant de se présenter sur Milan-San Remo. Après avoir patienté dans le peloton tout le long du parcours, le Parisien place une attaque puissante dans les plus forts pourcentages du Poggio. Seul le jeune Italien Maurizio Fondriest arrive à prendre sa roue, mais dans le final Fignon lance le sprint de loin et prend la mesure de son rival pour franchir la ligne d'arrivée en vainqueur.
Fignon poursuit son bon début de saison au Critérium international, remportant l'étape de côtes à Caussols, puis terminant deuxième au classement général final à Antibes, derrière le Néerlandais Erik Breukink. Après avoir pris la treizième place du Tour des Flandres, il participe à Paris-Roubaix. Épargné par les chutes et les ennuis mécaniques, il sort trop tard de sa réserve et ne parvient pas à rejoindre le Belge Dirk Demol et le Suisse Thomas Wegmüller partis à l'avant de la course. Fignon franchit la ligne d'arrivée sur le vélodrome de Roubaix à la troisième place, frappant du poing sur son guidon, ayant l'impression d'avoir raté l'occasion de remporter l'enfer du Nord. Lors de Liège-Bastogne-Liège, il fait partie d'une chute collective de quarante coureurs lui occasionnant une blessure au poignet.
En l'absence du vainqueur sortant, Stephen Roche, le Tour 1988 est très ouvert pour la victoire finale. Cependant Fignon, hors de forme, est lâché par ses coéquipiers dans le contre-la-montre par équipes. Le Parisien rejeté loin au classement général découvre qu'il est porteur d'un Ténia, expliquant sa fatigue. Fignon, épuisé, termine la première étape de montagne arrivant à Morzine à presque dix-neuf minutes du vainqueur, le Colombien Fabio Parra, ce qui le pousse à l'abandon.
Malgré cet échec, il effectue une fin de saison encourageante. En septembre, Fignon participe au Tour de la Communauté européenne. Il s'impose lors de la neuvième étape dans le massif des Vosges, distançant ses adversaires dans le col du Donon. Alors que son équipier Gérard Rué est en tête de la course, Fignon lui reprend plus d'une minute dans le contre-la-montre individuel final et remporte l'épreuve. Sur Paris-Bruxelles, il multiplie les offensives pour partir seul, mais doit s'incliner au sprint face à l'Allemand Rolf Gölz, qui s'est accroché à sa roue. Pour clore l'année, il est à nouveau deuxième sur le Chrono des Nations, battu par son équipier Charly Mottet.

### Année folle (1989)

#### Doublé sur Milan-San Remo et victoire au Tour d'Italie

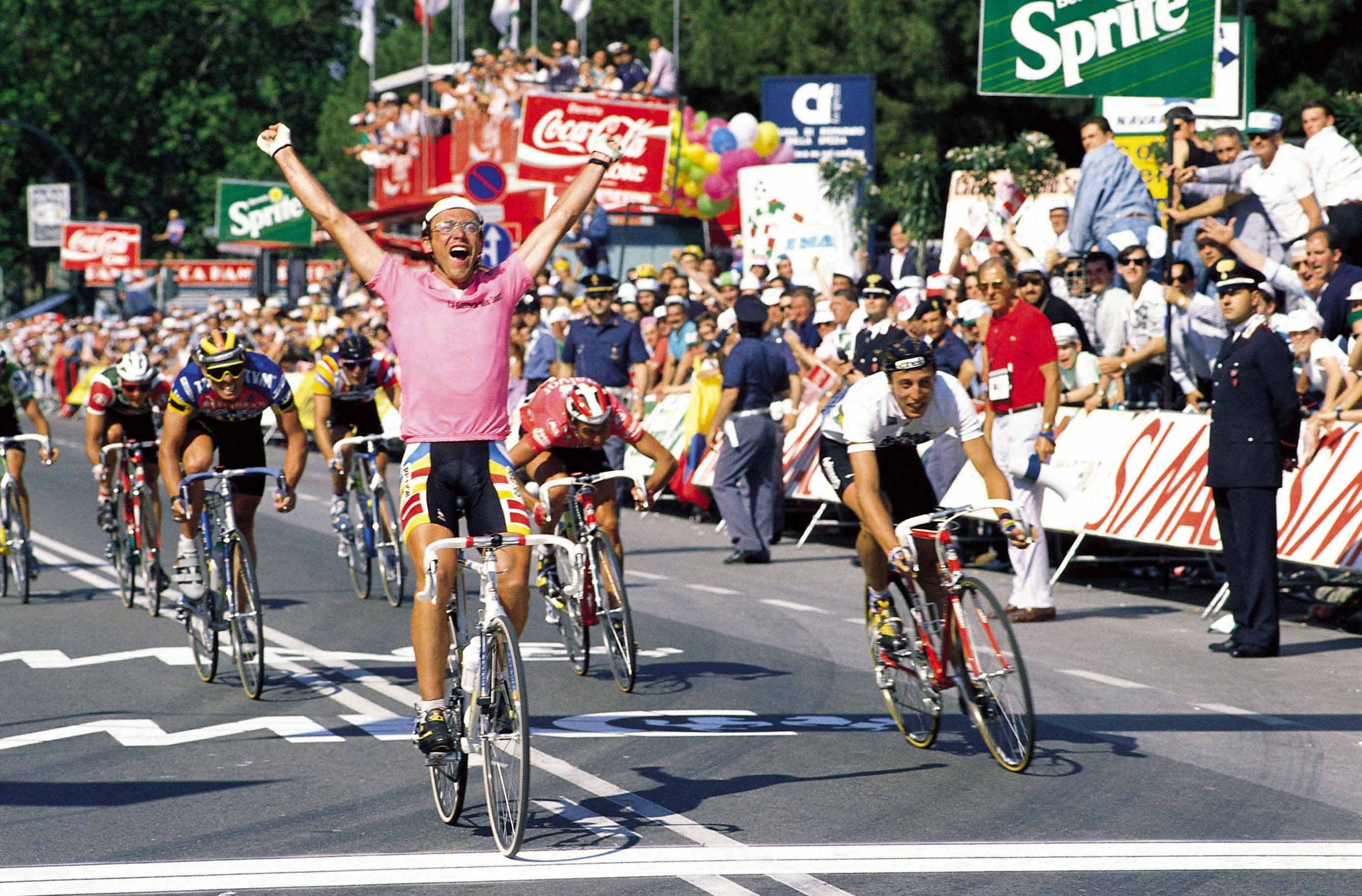
Laurent Fignon gagne au sprint l'étape de La Spezia au Tour d'Italie 1989.

Isolé dans son équipe à la suite des départs de Charly Mottet pour RMO et d'Éric Boyer pour Z-Peugeot, Fignon commence sa saison au Tour méditerranéen, puis participe à Paris-Nice où il est contraint d'abandonner à la suite d'ennuis gastriques. Revanchard, il se présente sur Milan-San Remo en tant que tenant de titre. Après la Cipressa, il se retrouve dans un groupe de sept coureurs à l'avant de la course. Fignon saute ensuite dans la roue du Néerlandais Frans Maassen lors de l'attaque de ce dernier, puis parvient à se débarrasser de son adversaire en deux temps dans la montée du Poggio et franchit la ligne d'arrivée en solitaire. Le Parisien s'offre le doublé sur la Primavera, étant toujours le seul Français à s'être imposé à deux reprises sur cette épreuve. Fignon continue son bon début de saison en prenant la septième place sur Liège-Bastogne-Liège, puis la quatrième sur le Tour de Romandie.

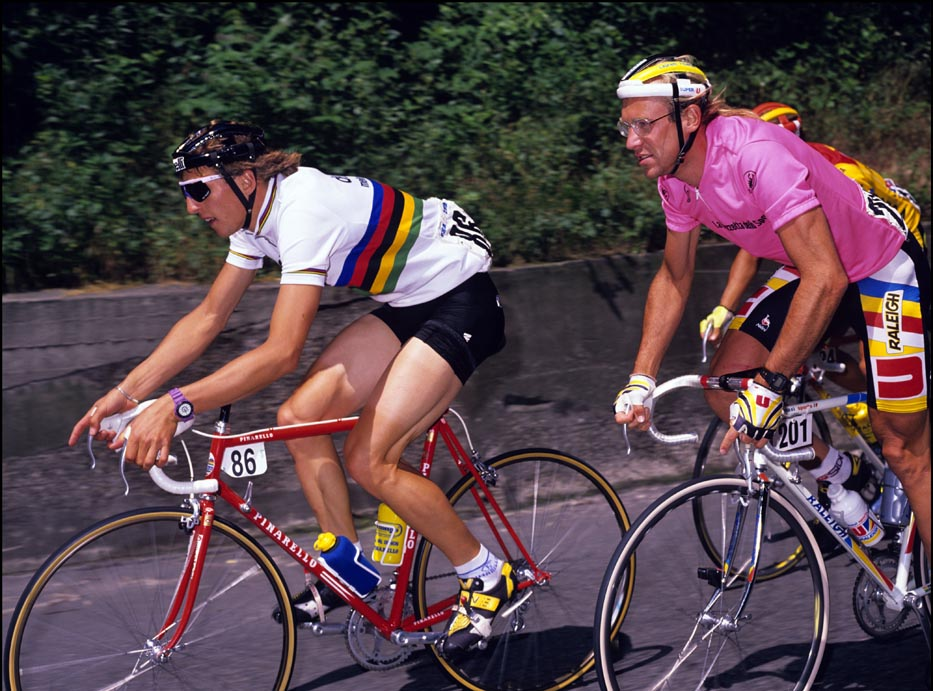
Maurizio Fondriest et Fignon (en maillot rose) lors du Tour d'Italie 1989.

Fignon se rend à nouveau sur le Giro où il veut effacer la déception de 1984. Dès le début de l'épreuve, deux adversaires de Fignon, les Américains Greg LeMond et Andy Hampsten perdent beaucoup de temps au classement général, sur la première étape de montagne menant à l'Etna pour le premier et sur le contre-la-montre par équipes pour le second. Lors du contre-la-montre individuel de 36,8 kilomètres entre Pesaro et Riccione, le Parisien réalise une performance honorable, terminant à cinquante-quatre secondes du vainqueur, le Néerlandais Erik Breukink, qui endosse le maillot rose. Dans la première étape dans le massif des Dolomites arrivant à Tre Cime di Lavaredo, malgré des conditions climatiques difficiles à cause de la neige, il termine à seulement une minute du grimpeur colombien Luis Herrera et reprend quelques secondes à Breukink. Le lendemain, lors de la quatorzième étape menant à Corvara in Badia, avec l'ascension de cinq cols dont la Marmolada, plus haut sommet des Dolomites, Fignon lance dans le froid une offensive et met hors-jeu l'Irlandais Stephen Roche, l'Italien Maurizio Fondriest mais aussi Erik Breukink, ce qui lui permet de s'emparer du maillot rose. Le Parisien profite ensuite de l'annulation de la seizième étape entre Trente et Santa Caterina, en raison d'éboulements sur les difficiles cols de Passo del Tonale et de Gavia. Après un contre-la-montre en montagne raté en Suisse, entre Mendrisio et Monte Generoso, il semble être en train de fléchir. Mais il se reprend le surlendemain en gagnant la vingtième étape à La Spezia, devançant au sprint tous ses adversaires. Laurent Fignon contrôle le dernier contre-la-montre individuel et remporte ce Tour d'Italie, devant l'Italien Flavio Giupponi et Andy Hampsten. Il devient le troisième et dernier Français à remporter le Tour d'Italie, après Jacques Anquetil (1960, 1964) et Bernard Hinault (1980, 1982, 1985),.

#### Tour de France perdu pour 8 secondes

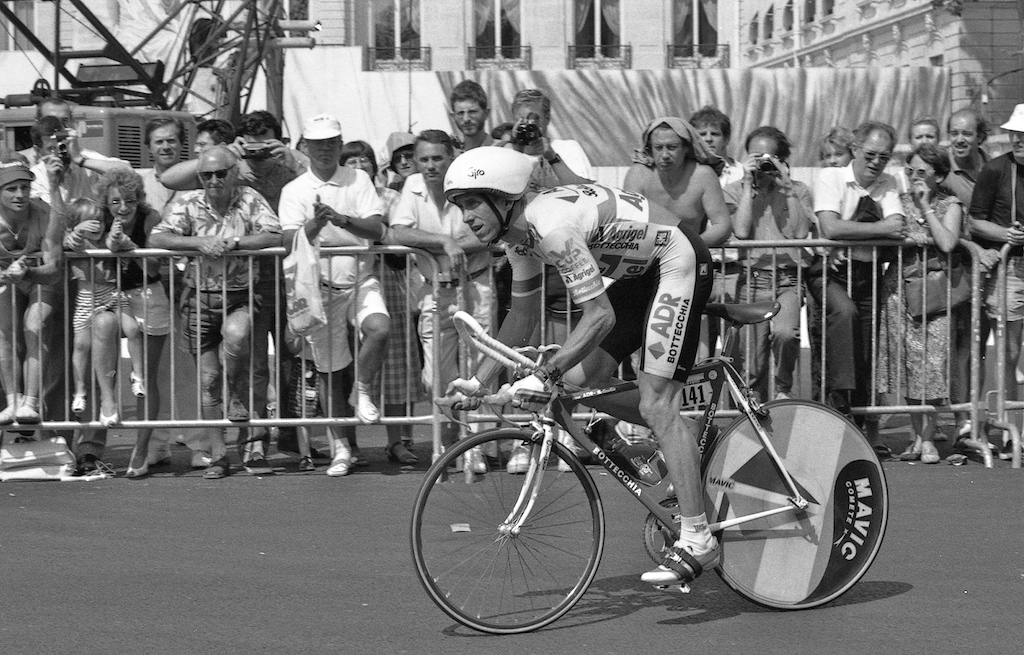
Greg LeMond lors de la dernière étape du Tour de France 1989.

Fignon se présente au départ du Tour 1989 avec un statut de favori qu'il partage avec l'Espagnol Pedro Delgado, vainqueur sortant de l'épreuve, qui vient de remporter la Vuelta. Le début de l'épreuve est cauchemardesque pour ce dernier qui prend le départ du prologue à Luxembourg avec deux minutes et quarante secondes de retard, puis se fait ensuite lâcher par ses équipiers dans le contre-la-montre par équipes. Au contraire, Laurent Fignon assure l'essentiel en remportant cette épreuve chronométrée avec son équipe Super U. Lors de la cinquième étape, un contre-la-montre individuel entre Dinard et Rennes long de 73 kilomètres, il assiste à la « résurrection » de l'Américain Greg LeMond, qui écrase la concurrence et s'empare du maillot jaune. La suite du Tour est une passe d'armes permanente entre LeMond et Fignon, offrant un spectacle sportif anthologique. Lors de l'étape reine des Pyrénées, qui voit les coureurs effectuer les ascensions du Tourmalet, d'Aspin, de Peyresourde et un final à Superbagnères, Fignon pourtant en difficulté dans les premiers cols lâche LeMond dans l'ultime montée et prend la tête du classement général pour quelques secondes. LeMond reprend son bien lors du contre-la-montre individuel en altitude entre Gap et Orcières-Merlette. L'Américain ajoute treize secondes à Briançon, portant son avance à cinquante-trois secondes au général sur Fignon et semble en bien meilleure forme que lui. Néanmoins lors de la dix-septième étape menant à l'Alpe d'Huez, LeMond esseulé en montagne, sans équipiers, est lâché par les favoris, notamment à la suite d'une attaque cinglante de Laurent Fignon dans la montée finale, lui permettant d'endosser à nouveau le maillot jaune,,. Entre Le Bourg-d'Oisans et Villard-de-Lans, il attaque sur le plateau du Vercors, part seul dans la côte de Saint-Nizier et remporte l'étape. Fignon croit ainsi avoir effectué le plus gros du travail pour la victoire finale, portant son avance sur LeMond à cinquante secondes. Mais l'incroyable se produit sur les pavés des Champs-Élysées à Paris lors de la dernière étape, un contre-la-montre de 24,5 kilomètres en provenance de Versailles, où Greg LeMond arrache à Fignon pour huit secondes la plus haute place sur le podium, le plus faible écart jamais enregistré dans l'histoire de l'épreuve. Fignon est meurtri par cet échec qui lui semble une injustice car l'Américain utilise lors des étapes contre-la-montre un guidon de triathlète et un casque aérodynamique alors que lui-même n'utilise qu'un guidon traditionnel et se trouve diminué par un furoncle à la selle (en) qui lui cisaille le fessier depuis la dix-neuvième étape.
Cependant Fignon parvient à se remotiver pour les Championnats du monde qui se courent à Chambéry. À la tête d'une équipe de France forte de talents individuels mais peu soudée,,, il mène le groupe des favoris en poursuite dans l'ultime ascension de la Côte de Montagnole malgré la présence de Thierry Claveyrolat aux avant-postes. Sous une pluie battante, LeMond remporte le sprint à Chambéry, Fignon ne terminant que sixième et s'attire les reproches de Claveyrolat, cinquième,. Malgré ce nouvel échec, Fignon profite de sa forme pour remporter le Trofeo Baracchi avec son équipier Thierry Marie, puis pulvérise le record du Grand Prix des Nations à Cannes d'une minute et quarante-neuf secondes, en utilisant un guidon de triathlète,. Au terme de cette année 1989, Fignon est no 1 au classement mondial FICP.

### Fin en dents de scie (1990-1993)

#### Année noire (1990)
En 1990, l'équipe de Fignon devient Castorama, vêtue d'un maillot-salopette rappelant la tenue des vendeurs de la grande surface de bricolage. Il entame sa saison par une quatrième place au classement général de Paris-Nice, remporté par l'Espagnol Miguel Indurain. Lors de Milan-San Remo, en début de course, le peloton se scinde en deux et Fignon est piégé, l'Italien Gianni Bugno s'impose sur la Primavera. Puis il est de nouveau vainqueur du Critérium international, épreuve qu'il avait remportée en tant que néo-pro en 1982. Au Tour d'Italie, Fignon vainqueur sortant est victime d'une chute dans un tunnel mal éclairé dans la traversée de la chaîne des Apennins. Souffrant d'un déplacement du bassin et de douleurs dorsales, il est contraint à l'abandon quelques jours plus tard, au bord de la mer Tyrrhénienne.
Lors du Tour 1990, Fignon mal remis du Giro, chute à nouveau lors de la troisième étape, se blessant au mollet. Puis en direction du Mont St-Michel, il perd quarante secondes à la suite d'un coup de bordure. Le lendemain, gêné par sa blessure et traînant en queue de peloton alors que l'étape est menée par le peloton à vive allure, il est lâché et abandonne sous la pluie à Villers-Bocage,. Sa fin de saison est une traversée du désert, mise à part sa victoire avec Laurent Biondi sur la course sur piste des Six jours de Grenoble.

#### Divorce avec Guimard (1991)
En 1991, Fignon débute par une dixième place sur Paris-Nice, remporté par le Suisse Tony Rominger. Sa relation avec Guimard se dégrade fortement, de nombreuses altercations surviennent entre les deux hommes. Fignon se plaint de ne plus être concerté dans les choix tactiques et que le directeur sportif favorise le jeune Luc Leblanc à son détriment. Après un nouvel abandon au Giro, sa participation  au Tour 1991 est confirmée au dernier moment. Juste avant le départ de l'épreuve, Fignon et Guimard effectuent une conférence de presse, afin d'annoncer la fin de leur collaboration à l'issue de la saison.
Sur la Grande Boucle, Fignon effectue des débuts satisfaisants. Il participe à la bonne prestation de sa formation lors du contre-la-montre par équipes qui ne s'incline que de huit secondes devant l'équipe italienne Ariostea,. Cependant il se trouve distancé par les favoris, l'Américain Greg LeMond et l'Espagnol Miguel Indurain, après le contre-la-montre individuel de 73 kilomètres entre Argentan et Alençon. De plus Luc Leblanc endosse le maillot jaune lors de la douzième étape menant à Jaca en Espagne, après une longue échappée en compagnie du Suisse Pascal Richard et de Charly Mottet, vainqueur de l'étape. Mais le lendemain, dans la seconde étape pyrénéenne proposant l'ascension des cols du Pourtalet, d'Aubisque, du Soulor, du Tourmalet, d'Aspin, puis la montée finale vers Val-Louron, Leblanc craque, alors que Fignon affiche une condition satisfaisante et termine l'étape derrière le trio Indurain, Claudio Chiappucci et Gianni Bugno. Fignon semble retrouver son meilleur niveau et sème la zizanie dans l'étape de moyenne montagne entre Alès et Gap au cours de laquelle il met en difficulté Indurain, alors leader du classement général. Mais ce dernier bénéficie du concours de toutes les formations espagnoles pour revenir avant l'arrivée sur les fuyards. Sa traversée des Alpes est plus irrégulière et Fignon termine sixième à Paris, à plus de onze minutes du vainqueur Miguel Indurain et juste derrière son équipier Luc Leblanc, cinquième.
En fin de saison, Fignon qui n'a toujours pas trouvé d'équipe pour la saison suivante refuse de se solder et menace de prendre sa retraite sportive. Il se désengage de Maxi-Sports Promotion fondé avec Guimard et après une touche infructueuse avec l'équipe Panasonic, Fignon intègre la formation italienne Gatorade-Chateau d'Ax de Gianni Bugno, pour un salaire mensuel de 500 000 francs. Il emmène avec lui son masseur et ami, Alain Gallopin.

#### Un sursaut de classe au Tour de France (1992)
En 1992, Fignon effectue une intégration rapide sous ses nouvelles couleurs car il fait l'effort d'apprendre l'Italien. Il apprécie également l'organisation de l'équipe ainsi que le respect donné à son palmarès par ses dirigeants. Même si son contrat stipule qu'il est co-leader de l'équipe avec Gianni Bugno, en réalité il est plus un capitaine de route pour aider l'Italien. Par contre, sportivement, il a plus de mal à s'adapter et ne comprend pas les tactiques de courses employées. Ses conseils ne sont pas écoutés, en particulier lors de Milan-San Remo, où l'équipe panique et perd la course.
Fignon participe au Giro et dès la première étape de montagne dans les Apennins, termine à plus de neuf minutes du vainqueur du jour, l'Italien Franco Vona. Lors de la huitième étape entre Aversa et Latina, à 15 kilomètres de l'arrivée, sous l'impulsion de Fignon, un groupe de dix-neuf coureurs constitue l'échappée gagnante, mais le Français ne peut rien dans le sprint final remporté par l'Italien Guido Bontempi. Fignon termine l'épreuve à la trente-septième place au classement général final.
Après une quatrième place aux championnats de France se déroulant à Avize, Fignon se présente avec une bonne forme au départ du Tour 1992 à Saint-Sébastien en Espagne. Mais rapidement, il se sent dépassé, voire humilié, comme lors du contre-la-montre individuel à Luxembourg, où l'Espagnol Miguel Indurain parti six minutes après lui, le rejoint puis le dépasse,. Lors de la onzième étape entre Strasbourg et Mulhouse traversant le massif des Vosges, Fignon sort seul du peloton dans le col de Bramont à 100 kilomètres de l'arrivée et rejoint un groupe de coureurs. Dans le col du Grand Ballon, il lâche un à un ses compagnons d'échappée, puis effectue une descente rapide jusqu'à l'arrivée, conservant quelques secondes d'avance sur le peloton, ce qui lui permet de remporter sa neuvième et dernière victoire d'étapes sur le Tour de France,. Fignon joue ensuite à fond son rôle d'équipier pour permettre à Bugno de remporter l'épreuve, mais les choix tactiques de l'équipe mènent l'Italien à la déroute, notamment dans l'étape conduisant à l'Alpe d'Huez.

#### Fin de carrière (1993)
En 1993, Fignon remporte son ultime succès chez les professionnels, le Tour du Mexique. Sur le Tour 1993, il entame l'épreuve avec une bronchite et perd déjà quarante-trois secondes sur l'Espagnol Miguel Indurain lors du prologue au Puy du Fou. Souffrant de douleurs dans les cuisses à chaque coup de pédale, incapable de se fondre dans les échappées, surpris par la vitesse moyenne du peloton, se sentant dépassé, souffrant également du genou, il abandonne dans les Alpes lors de la onzième étape entre Serre Chevalier et Isola 2000,. Fignon met finalement un terme à sa carrière fin août au Grand Prix de Plouay.

### Style et caractère
Laurent Fignon émerge très jeune parmi les meilleurs, coureur complet, capable de gagner sur tous les terrains, dans les classiques, au sprint, en montagne comme en contre-la-montre. Robuste, athlétique, il a d'excellentes qualités de récupération et préfère les courses de longue distance. Il privilégie l'attaque, se distingue par sa lucidité dans l'analyse et par son sang froid dans les situations complexes ; il est appliqué au travail, ayant le goût du perfectionnement. Il se donne pleinement à chaque course à laquelle il participe, ne lâchant rien, se montrant intransigeant envers lui-même comme envers ses équipiers. Parmi eux, le Danois Bjarne Riis vainqueur du Tour de France 1996, le considère comme un exemple, ayant influencé sa carrière. Selon le journaliste Pierre Ballester, Fignon est à la fois un coureur méticuleux connaissant les pourcentages des bosses et la direction du vent, mais il est aussi un puncheur qui attaque au feeling, n'ayant peur de personne.
Le style de Fignon détonne dans le peloton, par ses lunettes, ses cheveux longs, son catogan, mais aussi par ses capacités intellectuelles et sa culture, lui valant le surnom de « l'intello ». En Italie, sa science de la course, en particulier lors de ses deux victoires sur Milan-San Remo, lui vaut le surnom d'« Il professore ». Honnête et parfois caractériel, il lui arrive d'être en conflit avec la presse, n'hésitant pas à envoyer balader les journalistes quand la question posée ne lui plaît pas. Les photographes de presse le boycottent pendant deux jours lors du Tour 1989, devant le refus du Parisien d'accorder des interviews pendant la journée de repos. Le Prix citron du coureur le plus antipathique lui est également décerné.
En tant que consultant à la télévision et à la radio, son franc-parler et ses remarques acerbes ne sont pas appréciés par tout le monde dans le milieu du cyclisme ; au contraire d'une grande partie du public qui aime sa façon de s'exprimer sans langue de bois.

### Dopage et controverse
Sa carrière est entachée par deux contrôles antidopage positifs aux amphétamines : en 1987 lors du Grand Prix de Wallonie, puis en 1989 lors du Grand Prix d'Eindhoven. Il reconnaît le second contrôle positif au contraire du premier. Il impute celui-ci à une guerre que se menaient les deux principaux laboratoires pharmaceutiques belges pour le monopole des contrôles en Belgique. Il se déclare farouchement hostile aux contrôles antidopage inopinés, et reconnaît aussi avoir pris au cours de sa carrière sportive des amphétamines et des corticoïdes.
Dans son livre autobiographique, Fignon indique que lors du Tour d'Espagne 1987, l'équipe du Colombien Luis Herrera, leader du classement général, redoutant les coups de bordure lors de la dernière étape, a versé la somme de 30 000 francs à chaque coureur de l'équipe Système U, en échange de leur inoffensivité. Herrera, vainqueur de cette épreuve, a toujours nié ces faits.
C'est ainsi que l'image de Laurent Fignon est très dépréciée dans le monde ibéro-américain. Que cela soit en Espagne où chez les fans du cyclisme, il tenait le rôle du méchant,, ou en Colombie où ses déclarations sur la victoire de Luis Herrera sur le Tour d'Espagne 1987 furent mal accueillies,, ni son comportement, perçu comme de l'animosité, face aux coureurs latino-américains (moquant leur supposé manque d'habileté) n'est oublié,.

### Reconversion

#### Organisateur de courses
À la fin de sa carrière sportive, Fignon se lance dans l'organisation d'épreuves cyclo-sportives et cyclistes ainsi que d'événements sportifs pour les entreprises avec sa société Laurent Fignon Organisation. En 1999, il rachète pour la somme de 4,5 millions de francs, Paris-Nice à Josette Leulliot, fille de l'organisateur de courses cyclistes Jean Leulliot. Il obtient également les courses associées à la course au soleil, à savoir la Route de France, l'Étoile des Espoirs et le Grand Prix de France. Après deux éditions réussies en 2000 et 2001, il est dans l'obligation de vendre, à cause de problèmes financiers. En 2002, Amaury Sport Organisation, organisateur du Tour de France, se positionne pour racheter Paris-Nice, mais ne facilite pas la tâche à Fignon, qui perd 300 000 euros dans l'affaire. Fignon organise également pendant deux saisons le Trophée des grimpeurs. Puis il crée en 2001 avec le soutien du conseil général de la Corrèze, l'épreuve Paris-Corrèze qu'il organise jusqu'en 2010 avec l'ancien pilote automobile Max Mamers,.

#### Créateur d'une marque de vélo
En 1998, il crée l'enseigne PROFICA, une marque de vélos haut de gamme, avec ses complices Alain Prost et Jacques Cadiou, avant de la céder à Véloland quelques années plus tard. La marque de distributeur « Laurent Fignon » est détenue par Auchan qui commercialise des vélos sous cette marque.

#### Consultant pour la télévision et la radio
Pendant dix ans (de 1993 à 2003), il collabore à la chaîne Eurosport en qualité de consultant sur le Tour de France, le Tour d'Italie, les grandes classiques et les championnats du monde de cyclisme sur route, aux côtés du journaliste Patrick Chassé et de son ami Jean-François Bernard. En 2004 et 2005, il devient consultant sur le Tour de France et la course Paris-Roubaix pour la Télévision belge francophone aux côtés de Rodrigo Beenkens. L'année suivante, il rejoint le service public de France Télévisions. Il commente le Tour de France en 2006 en compagnie d'Henri Sannier et de 2007 à 2010 en compagnie de Thierry Adam. Par ailleurs, de septembre 2008 à juillet 2010, il est également consultant Europe 1 dans le Club Sports animé par Alexandre Delpérier, puis par Martial Fernandez.

#### Centre Laurent Fignon
En 2005, Fignon est contacté afin de se rendre à Gerde, proche de Bagnères-de-Bigorre, pour reprendre « Citécycle », un site voué au vélo. En voyant ce lieu, il est tout de suite emballé et avec son associé Jérôme Prat, il investit à perte pour en faire le « Relais des Pyrénées-centre Laurent-Fignon », un hôtel-restaurant qui ouvre ses portes en juin 2006 et qui héberge notamment des stages cyclistes, au pied du col du Tourmalet. C'est dans ce lieu qu'il épouse le 17 mai 2008 en secondes noces Valérie Vatinel, son assistante depuis huit ans, alors qu'il a eu deux enfants, Jérémy (1987)  et Tiphaine (1989), de son premier mariage avec Nathalie Rambault de Barallon en 1987 soldé par un divorce en 2006,. Le 11 août 2011, un an après la mort de Fignon, le mobilier du centre est mis en vente aux enchères publiques qui accompagne sa liquidation judiciaire tandis que les bâtiments sont repris pour devenir le « Carré Py’Hôtel ».

### Maladie et mort
Au printemps 2009, Laurent Fignon se voit diagnostiquer un « cancer avancé » des voies digestives. En réalité, ce premier diagnostic d'un cancer du pancréas ou de l'estomac est erroné, il s'agit de métastases issues d'un carcinome d'origine primitive inconnue (en) qui est diagnostiqué neuf mois plus tard en cancer primitif d’origine broncho-pulmonaire. Il en informe Thierry Clopeau, directeur des sports des antennes d'Europe 1 et Daniel Bilalian, directeur des sports de France Télévisions. Il souhaite en garder le secret mais l'information a fuité, rendue publique par Lance Armstrong qui twitte le message « J'envoie mes meilleurs vœux à Laurent Fignon chez qui on a diagnostiqué un cancer », si bien qu'il révèle publiquement qu'il souffre d'un cancer le 14 juin 2009, d'abord sur Europe 1 puis sur France 2 où Daniel Bilalian ne décolère pas de ne pas avoir eu l'exclusivité de l'annonce de la maladie. Il ignore si cela peut être lié aux « doses ridicules » de produits dopants qu'il a prises, « comme tout le monde », tout au long de sa carrière sportive,. Six mois après le diagnostic, grâce aux cycles de traitements chimiothérapiques à base de cisplatine, la maladie semble se stabiliser, voire régresser.
En dépit de cette épreuve, il assure pleinement son rôle de consultant du direct pour France Télévisions durant le Tour de France 2009. Il est à nouveau présent à l'antenne lors du Tour de France 2010, malgré la progression de la maladie, qui s'installe au poumon puis à la gorge. En dépit des séances d'orthophonie, sa voix est alors enrouée à cause d'un ganglion cancéreux qui appuie sur le nerf laryngé récurrent, ce qui perturbe le fonctionnement des cordes vocales. Son courage est loué par tous, Bernard Hinault lui remet, sur le podium du Tour, le Prix de la combativité.
Selon ses proches, son état se dégrade dès le lendemain du Tour de France où il fait un premier épanchement pleural. Quelques semaines plus tard, l’épanchement reprend . Il meurt le 31 août 2010 à l'hôpital de la Salpêtrière, à l'âge de 50 ans. Le 3 septembre 2010, ses obsèques ont lieu au cimetière du Père-Lachaise à Paris, en présence de diverses personnalités du monde sportif et des médias. Ses cendres sont déposées case 1445 de la 87e division du columbarium.

## Palmarès, résultats et postérité

### Palmarès amateur
| - 1980 - Tour de la Réunion : - Classement général - 1er d'une étape - 1er d'une étape du Tour de Franche-Comté - 4e étape du Tour de Bretagne-sud - 2e de Paris-Vierzon - 3e du Tour de Bretagne-sud | - 1981 - Champion de France du contre-la-montre par équipes - Tour du Sausseron - 2e étape du Tour du Vaucluse - 1er d'une étape du Tour de Nouvelle-Calédonie - 2e de Paris-Reims - 3e de Paris-Mantes - 3e du Circuit des Deux Provinces - 6e du championnat du monde du contre-la-montre par équipes |

### Palmarès professionnel
| - 1982 - Grand Prix de Cannes - Flèche azuréenne - Critérium international - 1re étape du Tour du Vaucluse - 1re étape du Tour d'Italie (contre-la-montre par équipes) - 2e étape de l'Étoile des Espoirs (contre-la-montre par équipes) - 2e du Tour du Vaucluse - 3e de l'Étoile des Espoirs - 1983 - Promotion Pernod - 4e étape de Tirreno-Adriatico - Prologue du Tour d'Armor - 1re étape du Critérium international - 4e étape du Tour d'Espagne - Grand Prix de Plumelec - Tour de France : - Classement général - Classement du meilleur jeune - 21e étape (contre-la-montre) - 3e étape du Tour du Limousin - Circuit des genêts verts - 7e du Tour d'Espagne - 7e de Tirreno-Adriatico - 9e du Super Prestige Pernod - 1984 - Champion de France sur route - 1re (contre-la-montre par équipes) et 9e étapes du Clásico RCN - Prologue et 4e étape du Tour de Romandie - Tour d'Italie : - Classement de la montagne - 1re (contre-la-montre par équipes) et 20e étapes - Tour de France : - Classement général - 3e (contre-la-montre par équipes), 7e (contre-la-montre), 16e (contre-la-montre), 18e, 20e et 22e (contre-la-montre) étapes - 2e du Grand Prix d'Aix-en-Provence - 2e du Trophée des grimpeurs - 2e du Tour d'Italie - 2e du classement FICP - 3e du Grand Prix de Fourmies - 4e du Grand Prix des Nations - 4e du Super Prestige Pernod - 7e du Tour de Romandie - 8e de Liège-Bastogne-Liège - 1985 - Prologue de l'Étoile de Bessèges - Semaine cycliste internationale : - Classement général - 4ea étape - Prologue du Tour de Midi-Pyrénées - 2e du Tour de Midi-Pyrénées - 3e de la Flèche brabançonne - 3e de la Flèche wallonne - 5e de Liège-Bastogne-Liège - 1986 - Flèche wallonne - 2e étape du Critérium du Dauphiné libéré - 2e étape du Tour de France (contre-la-montre par équipes) - 2e de Paris-Camembert - 2e du Tour du Vaucluse - 2e du Grand Prix des Nations - 2e de l'Escalade de Montjuïc - 7e du Tour d'Espagne - 1987 - 5e et 7ea étapes de Paris-Nice - 19e étape du Tour d'Espagne - 6e étape du Tour des Pays-Bas - 3ea étape du Tour de Luxembourg (contre-la-montre) - 21e étape du Tour de France - 2e de l'Étoile de Bessèges - 2e du Tour de Luxembourg - 3e de Paris-Nice - 3e du Tour du Vaucluse - 3e du Tour d'Espagne - 6e de Liège-Bastogne-Liège - 6e du Tour de Catalogne - 7e du Tour de France - 7e du Super Prestige Pernod | - 1988 - Milan-San Remo - 2e étape du Critérium international - Paris-Camembert - Prologue et 1re étape de la Route du Sud - Tour de la Communauté européenne : - Classement général - 9e étape - 2e du Critérium international - 2e du Grand Prix de Wallonie - 2e de Paris-Bruxelles - 2e du Grand Prix des Nations - 3e de Paris-Roubaix - 5e de Paris-Nice - 8e du championnat du monde sur route - 1989 - Classement FICP - Milan-San Remo - Tour d'Italie : - Classement général - 20e étape - Tour de France : - Prix de la combativité - 2e (contre-la-montre par équipes) et 18e étapes - Tour des Pays-Bas - Trophée Baracchi (avec Thierry Marie) - Grand Prix des Nations - Grand Prix de Baden-Baden (avec Thierry Marie) - Critérium des As - 2e du Tour de France - 2e du Grand Prix de la Libération - 2e des Six Jours de Paris (avec Urs Freuler) - 4e du Tour de Romandie - 6e du championnat du monde sur route - 7e de Liège-Bastogne-Liège - 1990 - Critérium international - Six Jours de Grenoble (avec Laurent Biondi) - 3e du Critérium des As - 4e de Paris-Nice - 1991 - 5e étape du Tour des Pouilles - 2e du GP de Navarre - 3e des Six Jours de Grenoble (avec Laurent Biondi) - 6e du Tour de France - 10e de Paris-Nice - 1992 - 11e étape du Tour de France - 1993 - Tour du Mexique : - Classement général - 6e étape |

### Résultats sur les grands tours

#### Tour de France
10 participations
- 1983 :  Vainqueur du classement général, vainqueur du  classement du meilleur jeune et de la 21e étape (contre-la-montre),  maillot jaune pendant six jours
- 1984 :  Vainqueur du classement général, vainqueur des 3e (contre-la-montre par équipes), 7e (contre-la-montre), 16e (contre-la-montre), 18e, 20e et 22e (contre-la-montre) étapes,  maillot jaune pendant sept jours
- 1986 : non-partant (13e étape), vainqueur de la 2e étape (contre-la-montre par équipes)
- 1987 : 7e, vainqueur de la 21e étape
- 1988 : non-partant (12e étape)
- 1989 : 2e, vainqueur du  prix de la combativité et des 2e (contre-la-montre par équipes) et 18e étapes,  maillot jaune pendant neuf jours
- 1990 : abandon (5e étape)
- 1991 : 6e
- 1992 : 23e, vainqueur de la 11e étape
- 1993 : abandon (11e étape)

#### Tour d'Italie
6 participations
- 1982 : 15e, vainqueur de la 1re étape (contre-la-montre par équipes),  maillot rose pendant un jour
- 1984 : 2e, vainqueur du  classement de la montagne et des 1re (contre-la-montre par équipes) et 20e étapes,  maillot rose pendant six jours
- 1989 :  Vainqueur du classement général, vainqueur de la 20e étape,  maillot rose pendant dix jours
- 1990 : abandon (9e étape)
- 1991 : abandon
- 1992 : 37e

#### Tour d'Espagne
3 participations
- 1983 : 7e, vainqueur de la 4e étape
- 1986 : 7e
- 1987 : 3e, vainqueur de la 19e étape

### Résultats sur les principales classiques et championnats du monde
Le tableau suivant présente les résultats de Laurent Fignon lors des classiques, ainsi qu'aux championnats du monde.
| Année | Milan- San Remo | Tour des Flandres | Paris-Roubaix | Flèche wallonne | Liège- Bastogne-Liège | Paris-Tours | Tour de Lombardie | Championnats du monde |
| ----- | --------------- | ----------------- | ------------- | --------------- | --------------------- | ----------- | ----------------- | --------------------- |
| 1982  | -               | -                 | -             | -               | -                     | AB          | 21e               | AB                    |
| 1983  | 118e            | -                 | -             | -               | -                     | 30e         | 29e               | 29e                   |
| 1984  | -               | -                 | -             | 51e             | 8e                    | -           | -                 | -                     |
| 1985  | -               | -                 | -             | 3e              | 5e                    | -           | -                 | -                     |
| 1986  | 32e             | 34e               | -             | Vainqueur       | -                     | 59e         | -                 | 62e                   |
| 1987  | -               | -                 | -             | 11e             | 6e                    | -           | -                 | -                     |
| 1988  | Vainqueur       | 13e               | 3e            | -               | -                     | -           | -                 | 8e                    |
| 1989  | Vainqueur       | -                 | -             | -               | 7e                    | 86e         | 25e               | 6e                    |
| 1990  | -               | -                 | 27e           | -               | -                     | -           | -                 | -                     |
| 1991  | 52e             | -                 | 24e           | -               | -                     | -           | -                 | 16e                   |
| 1992  | 63e             | 77e               | 39e           | -               | -                     | -           | -                 | 40e                   |

### Classements mondiaux
Laurent Fignon apparaît dans le classement FICP à partir de sa création en 1984. Il prend la tête du classement mondial le 23 juillet 1989 à la place de Charly Mottet. Fignon perd cette place au profit de Mottet le 6 août mais la reprend le 30 septembre. Il termine cette année 1989 en tant que no 1 mondial. Il reste à cette position jusqu'au 6 juin 1990, date à laquelle Gianni Bugno prend la tête du classement FICP. Fignon est également douzième de la Coupe du monde en 1989.
| Année          | 1984 | 1985 | 1986 | 1987 | 1988 | 1989 | 1990 | 1991 | 1992 | 1993 | 1994 | 1995 |
| -------------- | ---- | ---- | ---- | ---- | ---- | ---- | ---- | ---- | ---- | ---- | ---- | ---- |
| Classement UCI | 14e  | 16e  | 16e  | 10e  | 7e   | 1er  | 27e  | 86e  | 79e  | 237e | 728e | 757e |
| Coupe du monde |      |      |      |      |      | 12e  | nc   | nc   | nc   |      |      |      |

### Postérité
Un « Challenge Laurent Fignon » est organisé en 1985 dans la commune de Gretz-Armainvilliers où Fignon a débuté dans le club cycliste du SC Gretz-Tournan et dans lequel il a effectué la quasi-intégralité de sa carrière professionnelle sous sa licence,. Perdurant une dizaine d'années, le challenge est réactivé en 2010 par le président du club à la mort de Fignon. Le même hommage est rendu par son autre club d'enfance la Pédale Combs-la-Villaise qui organise depuis 2011 le Critérium de Combs-la-Ville-Souvenir Laurent Fignon.
Le vélodrome national de Saint-Quentin-en-Yvelines, siège de la Fédération française de cyclisme, est situé 1, rue Laurent-Fignon à Montigny-le-Bretonneux. Hélène Mandroux maire de Montpellier inaugure la rue Laurent-Fignon, lors de la quinzième étape du Tour de France 2011 arrivant dans la préfecture de l'Hérault. Le complexe sportif du CREPS de Toulouse, inauguré le 27 juin 2012, est appelé « espace Laurent Fignon » en hommage au champion cycliste. Une place Laurent-Fignon est inaugurée le 21 avril 2013, dans la ville de Tournan-en-Brie. Le maire de Paris Bertrand Delanoë inaugure en 2013 le sentier Laurent-Fignon dans le bois de Vincennes situé dans le 12e arrondissement de Paris.
Une sculpture en hommage à Laurent Fignon offerte par le journal L'Équipe et le Tour de France est dévoilée le 24 juillet 2011, jour de la dernière étape du Tour qui relie Créteil aux Champs-Élysées à Paris. L'astéroïde (213770) Fignon, découvert en 2003 par l'astronome Michel Ory, est nommé en son honneur.
En 2014, Fabien Onteniente réalise le téléfilm La Dernière Échappée, qui retrace la carrière de Laurent Fignon mais surtout son combat contre la maladie. Son rôle devant être tenu au départ par Lorànt Deutsch, revient finalement à Samuel Le Bihan. La course de Paris-Nice 2014 sert de décor naturel pour certaines scènes. Pour ce rôle Le Bihan effectue une transformation physique afin de ressembler à l'ancien coureur. Les journalistes sportifs Thierry Adam, Pierre-Louis Basse, Claude Eymard, Gérard Holtz, Daniel Mangeas et Jean-Paul Ollivier y jouent leurs propres rôles. Le téléfilm est diffusé le 2 juillet 2014 sur France 2 et rassemble 3 745 000 téléspectateurs,.